# Tetracnemus brevicollis
Tetracnemus brevicollis är en stekelart som först beskrevs av William Harris Ashmead 1900.  Tetracnemus brevicollis ingår i släktet Tetracnemus och familjen sköldlussteklar. Inga underarter finns listade i Catalogue of Life.